# چپلیگین (دهانه)
چپلیگین یک دهانه برخوردی در ماه‌ است.

## دهانه‌های اقماری
این دهانه ۳ دهانه اقماری دارد.
| Chaplygin | عرض جغرافیایی | طول جغرافیایی | قطر          |
| --------- | ------------- | ------------- | ------------ |
| Q         | ۷.۷° S        | ۱۴۷.۸° E      | ۱۲.۰ کیلومتر |
| Y         | ۲.۸° S        | ۱۴۹.۷° E      | ۲۹.۰ کیلومتر |
| K         | ۷.۷° S        | ۱۵۱.۲° E      | ۱۹.۰ کیلومتر |